# Lysianopsis dissimilis
Lysianopsis dissimilis är en kräftdjursart. Lysianopsis dissimilis ingår i släktet Lysianopsis och familjen Lysianassidae. Inga underarter finns listade i Catalogue of Life.